# (410928) Maidbronn
Der Amateurastronom Bernhard Häusler entdeckte den Hauptgürtelasteroiden (410928) Maidbronn am 28. September 2009 auf seiner Balkonsternwarte mit dem IAU-Code B82 Maidbronn. Das Objekt erhielt damals den vorläufigen Namen 2009 ST242 und wurde vom MPC (Minor Planet Center) mit dem Objekt 2006 BN60 verlinkt. Am 8. Oktober 2014 wurde dem Objekt die Nummer 410928 zugeteilt und der Entdecker festgelegt. Am 5. Januar 2015 erhielt der Asteroid auf Vorschlag Häuslers den Namen seines Heimatortes Maidbronn.